# Ivana Loudová
Ivana Loudová (8. března 1941 Chlumec nad Cidlinou – 25. července 2017 Praha) byla česká hudební skladatelka a pedagožka.

## Život
Maturovala na gymnáziu v Novém Bydžově. Po maturitě vstoupila na Pražskou konzervatoř, kde studovala skladbu u Miloslava Kabeláče. Ve studiu skladby pokračovala na Hudební a taneční fakultě Akademie múzických umění v Praze u Emila Hlobila a v postgraduálním kurzu opět u Miloslava Kabeláče. Vzdělání završila studijním pobytem v Paříži u Oliviera Messiaena a André Joliveta.
Od roku 1992 působila jako pedagog na Akademii múzických umění. V roce 2006 byla jmenována profesorkou skladby. Vedla skladatelské kurzy v USA, v Německu a v Rakousku. Její dílo bylo oceněno v mnoha domácích i zahraničních soutěžích. Sama byla často zvána do mezinárodních soutěžních porot. Její skladby jsou vydávány tiskem ve světových nakladatelstvích a řada jich byla nahrána na zvukové nosiče. Kromě vysokoškolské výuky se zabývala i popularizací soudobé hudby a vykonala řadu přednášek pro Hudební mládež a posluchače konzervatoře.
Ivana Loudová byla jednou z mála vysoce ceněných žen-skladatelek ve světové hudbě. Za svou tvorbu Ivana Loudová obdržela Cenu Ministerstva kultury za přínos v oblasti hudby za rok 2015 a Cenu Ochranného svazu autorského 2017.
Zemřela 25. 7. 2017 v Praze po dlouhé těžké nemoci.

### Ceny v zahraničních skladatelských soutěžích
- 1967 – Rhapsody in Black, baletní hudba, čestné uznání v Mezinárodní soutěži GEDOK v Mannheimu
- 1978 – Malá vánoční kantáta pro dětský sbor, trubku a harfu, 2.cena v IV. Mezinárodní přehlídce Mezinárodní organizace pro rozhlas a televizi v Moskvě
- 1978 – Sonetto per voci bianche, dětský sbor a cappella, 1. cena v Mezinárodní sklad. soutěži Guido d´Arezzo v Itálii
- 1980 – Dramatic concerto pro bicí sólo a dechový symfonický orchestr, cena za nejúspěšnější soutěžní skladbu 1. Mezinárodní interpretační soutěže v oboru bicích, Pittsburgh, USA
- 1994 – Spleen-Hommage a Charles Baudelaire a Chorál pro orchestr, vítězné skladby mezinárodního konkurzu GEDOK v Mnichově
- 1993 – Heidelberská umělecká cena za celoživotní dílo..

## Dílo

### Orchestrální skladby
- Symfonie č. 1 (1964)
- Symfonie č. 2 (1965)
- Rhapsody in Black, baletní hudba (1966)
- Spleen. Hommage à Charles Baudelaire (1971)
- Hymnos pro dechové a bicí nástroje (1972)
- Chorál pro orchestr (1973)
- Koncert pro bicí, varhany a dechy (1974)
- Nokturno pro violu a smyčce (1975)
- Partita in D pro flétnu, cembalo a smyčce (1975)
- Magic concerto pro xylofon, marimbu, vibrafon a symfonický dechový orchestr (1976)
- Concerto breve per flauto ossia housle|violino ed orchestra da camera (1979)
- Dramatic Concerto. Koncert pro bicí sólo a dechový orchestr (1979)
- Zářivý hlas, koncert pro anglický roh, dechové a bicí nástroje (1986)
- Dvojkoncert pro housle, bicí a smyčce (1989)
- Concerto pompeiano pro klarinet a komorní orchestr (2004)
- Sinfonia numerica (k jubileu Wolfganga Amadea Mozarta, 2006)

### Komorní skladby
- Suita pro flétnu sólo (1959)
- Sonáta pro housle a klavír (1961)
- 1. smyčcový kvartet (1964)
- Per tromba. Koncertní studie pro trubku (1969)
- Gnómai, trio pro soprán, flétnu a harfu (1970)
- Sólo pro krále Davida, pro harfu (1972)
- Air pro basklarinet a klavír (1972)
- Agamemnón. Suita pro bicí nástroje (1973)
- Suita pro hoboj a klavír (1974)
- Hukvaldská suita pro smyčcové kvarteto (věnováno památce Leoše Janáčka, 1974)
- Soli a tutti pro flétnu, hoboj, housle, violu, violoncello a cembalo (1975)
- 2. smyčcový kvartet (věnován památce Bedřicha Smetany, 1976)
- Aulos pro basklarinet (1976)
- Cadenza pro housle (flétnu) a harfu (1976)
- Veni etiam pro 6 dechových nástrojů v prostoru (1976)
- Mediatce pro flétnu, basklarinet, klavír a bicí (1977)
- Sonatina pro hoboj a klavír (1981)
- Musica festiva pro 3 trubky a 3 trombóny (1981)
- Duo concertante pro basklarinet a marimbu (1982)
- Quatro pezzi per clarinetto solo (1978)
- Kytička pro Emanuela (míněn Carl Philipp Emanuel Bach), pro komorní jazzový ansámbl (1981)
- Tango music pro klavír (1984)
- Monumento per organo solo (1984)
- Spící krajina pro deset žesťových nástrojů a bicí (1985)
- Sen Dona Giovanniho, fantasie pro dechové okteto (1989)
- Sentimento del tempo pro basklarinet, klavír a bicí (1993)
- Duo meditativo pro soprán a violoncello (1994)
- Pražské imaginace. Pět kusů pro klavír (1995)
- Tanto accanto pro flétnu, housle, violoncelo a cembalo (1995)
- Sonata angelica pro trombon a klavír (1996)
- Duetti melancholici pro dva hoboje (oboe d'amour) (1997)
- Echa pro lesní roh a bicí (1997)
- Ztracený Orfeus pro sólistu na bicí nástroje (1999)
- 3. smyčcový kvartet „Renaissance“ (2001)
- Canto solitario pro housle sólo (2003)
- Hlasy pouště pro dva hráče na bicí nástroje (2004)
- Duo fluido pro flétnu a bicí nástroje (2004)

### Vokální skladby
- Setkání s láskou, tři mužské sbory na slova italské renesanční poesie (1966)
- Stabat mater dolorosa pro mužský sbor a capella (1966)
- Malý princ - dětská kantáta podle Antoina de Saint-Exupéryho (1967)
- Kurošio, dramatická freska pro soprán a velký smíšený sbor (1968)
- Zpěvy o růži, čtyři dětské sbory à capella na anonymní texty z Královéhradecka (1983)
- Dva hlasy, smíšený sbor à capella na texty Karla Hlaváčka (1986)
- Živote, postůj!, mužský sbor a cappella na text Františka Hrubína (1987)
- Ad celestem harmoniam (k 900. výr. narození Hildegardy von Bingen) pro 8 violoncel a skrytý hlas (1998)
- Mudrosloví - kantáta pro vokální kvartet, dětský sbor, flétny a bicí nástroje (1998)
- Malá vánoční kantáta (1977)

### Elektroakustické kompozice
- Planeta ptáků I. (památce Oliviera Messiaena, 1998)
- Planeta ptáků II., meditace pro housle a elektroniku (památce Oliviera Messiaena, 1999)

### Pedagogické dílo
- Moderní notace a její interpretace, HAMU 1998